# Sonderforschungsbereich
Sonderforschungsbereiche (SFB oder CRC, collaborative research centres) sind langfristige Projekte zur Grundlagenforschung. Im SFB kooperieren Wissenschaftler aus mehreren Disziplinen einer Universität oder mehrerer Universitäten, um neue Erkenntnisse zu einem eingegrenzten Thema zu erlangen.

## Beschreibung
Sonderforschungsbereiche werden in Deutschland ausschließlich von der Deutschen Forschungsgemeinschaft (DFG) aus Mitteln des Bundes und der Länder gefördert. Im Unterschied zu anderen Instrumenten der Forschungsförderung zielen SFB auf eine langfristige Forschungsperspektive und können entsprechend bis zu zwölf Jahre von der DFG finanziert werden. Nach jeweils vier Jahren erfolgt eine Begutachtung der Ergebnisse durch externe Wissenschaftler sowie gegebenenfalls eine Fortsetzungsbeantragung. Sonderforschungsbereiche gibt es seit 1968. Ein normaler Sonderforschungsbereich (SFB) hat eine antragstellende Universität und kann andere beteiligte Universitäten und Institutionen haben, ein Sonderforschungsbereich Transregio (TRR) hat mehrere antragstellende Universitäten und kann andere beteiligte Universitäten und Institutionen haben. Zum Stichtag 1. Oktober 2023 fördert die DFG 268 Sonderforschungsbereiche.
Im Jahr 2018 feierten die Sonderforschungsbereiche der DFG 50-jähriges Jubiläum. Dazu gibt es ein Internetdossier und einen Animationsfilm, der die Antragstellung am Beispiel einer fiktiven Wissenschaftlerin namens Paula erklärt.